# Wiktor Juschtschenko

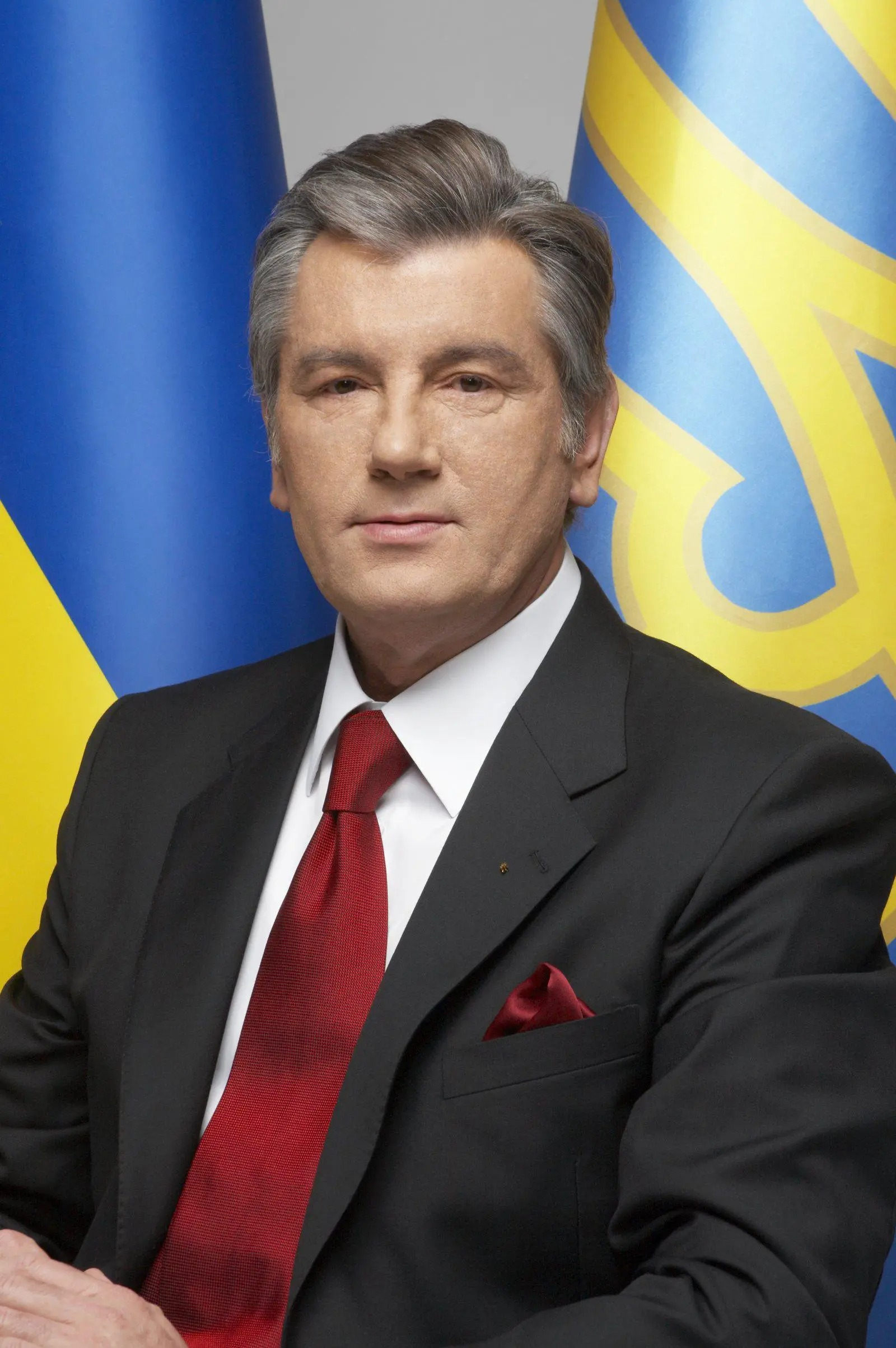
Wiktor Juschtschenko (2008)

Wiktor Andrijowytsch Juschtschenko (ukrainisch Віктор Андрійович Ющенко Ausspracheⓘ; * 23. Februar 1954 in Choruschewka, Oblast Sumy, Ukrainische SSR) ist ein ukrainischer Politiker. Er war von Dezember 1999 bis Mai 2001 Ministerpräsident und von Januar 2005 bis Februar 2010 Präsident der Ukraine.

## Leben

### Frühe Jahre
Wiktor Juschtschenko wurde 1954 im Dorf Choruschewka in der Oblast Sumy als Kind eines Lehrerehepaars geboren. Sein Vater war wie mehrere tausend sowjetische Kriegsgefangene des Zweiten Weltkrieges in den deutschen KZ Auschwitz und Flossenbürg inhaftiert.
1975 schloss Juschtschenko sein Studium am Finanztechnischen Institut in Ternopil ab. Dort war er in der Abteilung für Marxismus-Leninismus tätig. Anschließend arbeitete er zwei Monate als Buchhalter in einem Kolchos in der Oblast Iwano-Frankiwsk. Nach dem Ableisten des Armeedienstes war er von 1976 bis 1985 in einer Niederlassung der Staatsbank im Dorf Uljaniwka in seiner Heimat-Oblast Sumy tätig, zunächst als Abteilungsökonom, ab 1977 als Abteilungsleiter. Von 1985 bis 1987 war er als stellvertretender Abteilungsleiter der Staatsbank in Kiew für landwirtschaftliche Fragen wie Kolchosenkredit- und -finanzierungswesen zuständig. Ende 1987 wechselte er zur ukrainischen Republikzentrale der Agroprombank der Sowjetunion; ab 1990 war er stellvertretender Abteilungsleiter der als kommerzielle Aktiengesellschaft organisierten Landwirtschaftsbank Ukrajina in Kiew. Schon mit 21 Jahren war er der Kommunistischen Partei beigetreten und blieb deren Mitglied bis zum Zerfall der Sowjetunion im Jahr 1991.
Von Januar 1993 bis Dezember 1999 war Juschtschenko Präsident der Nationalbank der Ukraine. 1998 wurde seine Dissertation zum Thema Entwicklung von Geldangebot und -nachfrage in der Ukraine veröffentlicht. Juschtschenko wurde international vor allem für die erfolgreiche Bekämpfung der Inflation gelobt und erhielt 1997 den Global Finance Award als einer der fünf besten Bankfachleute weltweit.
Vom 22. Dezember 1999 bis zum 29. Mai 2001 war Wiktor Juschtschenko Ministerpräsident der Ukraine. Er initiierte marktwirtschaftliche Reformen, galt als Vater der stabilen ukrainischen Währung Hrywnja und machte sich einen Namen bei der Bekämpfung von Korruption. Durch ein Misstrauensvotum im Parlament am 26. April 2001 verlor er sein Amt. Juschtschenkos Nachfolger im Amt des Ministerpräsidenten wurde Anatolij Kinach von der Partei der Industriellen und Unternehmer der Ukraine (PPPU).
Ab Mai 2002 war Juschtschenko Parlamentsabgeordneter und Fraktionsvorsitzender des nach seiner Entlassung als Ministerpräsident formierten Oppositionsblocks Unsere Ukraine (ukrainisch Наша Україна Nascha Ukrajina), welcher in den Wahlen stärkste Partei geworden war. Ab Juni 2002 war er Mitglied des Komitees für Bürgerangelegenheiten, nationale Minderheitenfragen und internationale Beziehungen. Zudem arbeitete er in verschiedenen nicht-staatlichen Komitees und unterhielt enge Beziehungen zu den Trägern der Rosenrevolution in Georgien.

### Präsidentschaftskandidatur 2004
Als Kandidat des Oppositionsblocks Unsere Ukraine erhielt Juschtschenko am 26. Dezember 2004 bei der Wiederholung der Stichwahl für das Präsidentenamt die meisten Stimmen. Die erste Stichwahl war wegen massiven Wahlbetruges nach wochenlangen friedlichen Protesten, der sogenannten Orangen Revolution, für ungültig erklärt worden. Am 20. Januar 2005 bestätigte das Oberste Gericht seinen Wahlsieg. Am 23. Januar 2005 wurde er in Kiew als Nachfolger von Leonid Kutschma als Präsident vereidigt. Obwohl er nicht aus der Westukraine stammte, erhielt Juschtschenko dort den größten politischen Zuspruch.

### Dioxinvergiftung

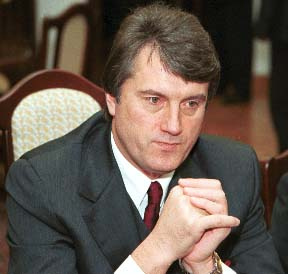
Wiktor Juschtschenko 2000 – vor seiner Vergiftung

Im September 2004 erlitt Wiktor Juschtschenko eine Dioxinvergiftung, in deren Verlauf sein Gesicht entstellt und seine Organe lebensgefährlich angegriffen wurden. Die ersten Anzeichen einer Vergiftung wurden am 6. September 2004 festgestellt, nachdem Juschtschenko ins Krankenhaus eingeliefert worden war. Tags zuvor hatte er sich zu einem Abendessen mit Ihor Smeschko, dem Chef des ukrainischen Inlandsgeheimdienstes, und dessen Stellvertreter Wolodymyr Sazjuk auf Sazjuks Datscha getroffen.
Während der Nacht nach diesem Treffen traten die ersten Symptome der Vergiftung auf: Juschtschenko litt unter Unterleibs- und Rückenschmerzen, Gesichtsmuskeln waren gelähmt, er musste sich oft übergeben. Vier Tage später ließ er sich in das Wiener Rudolfinerhaus bringen. Die Ärzte dort stellten Entzündungen in Magen, Dünndarm, Bauchspeicheldrüse und im Ohr fest. Die Leber war geschwollen und ein Gesichtsnerv gelähmt. Er litt seither auch an den Folgen von Chlorakne. In einem Zwischenbericht vom 16. September vermuteten die Ärzte als Ursache „chemische Substanzen, die sich üblicherweise nicht als Bestandteil in Lebensmitteln befinden“. Der Direktor der Klinik, Professor Lothar Wicke, distanzierte sich von dieser Diagnose und gab an, als Folge dieser Einschätzung Morddrohungen von „Juschtschenkos Leuten“ erhalten zu haben.
Juschtschenko konnte vier Wochen lang nicht am Präsidentschaftswahlkampf 2004 teilnehmen. Über die Gründe wurde offiziell nichts bekannt, dennoch kursierten erste Meldungen über eine mögliche Vergiftung. In Wien ließ er sich vom 30. September bis 10. Oktober ein zweites Mal behandeln; aber erst am 11. Dezember, nach einer weiteren Untersuchung, gaben die behandelnden Ärzte im Rudolfinerhaus bekannt, dass es sich bei Juschtschenko um eine Dioxinvergiftung handelt. Ihren Angaben zufolge fand man in seinem Blut und Gewebe mindestens das Tausendfache der normalen Dioxin-Konzentration. Laut einer wissenschaftlichen Studie vom August 2009 soll die Dioxin-Konzentration sogar den 50.000-fachen Normalwert betragen haben. Eine versehentliche Vergiftung konnte aufgrund der Reinheit des Dioxins ausgeschlossen werden – es handelte sich um in einem Labor produziertes Gift und war somit wohl absichtlich verabreicht worden.
Ab Dezember 2004 war Juschtschenko bei einem Schweizer Ärzteteam um Professor Jean-Hilaire Saurat in Behandlung, einem Dermatologen am Universitätsspital Genf. Das wurde erst im Juni 2008 bekannt, als die Ärzte auf Juschtschenkos Wunsch hin Auskunft über die Behandlung ihres Patienten gaben. Demnach war der ukrainische Präsidentschaftskandidat mit 2 bis 5 Milligramm Dioxin vergiftet worden. Dass er nicht daran starb, sei unter anderem der Tatsache zu verdanken, dass er sich kurz nach Aufnahme des Gifts übergeben habe. Zur Entfernung seiner Narben habe Juschtschenko innerhalb von drei Jahren 26 Operationen in Vollnarkose über sich ergehen lassen. Zudem habe das Ärzteteam ein Enzym entdeckt, das den Abbau von Dioxin bewirke. Im Jahr 2008 seien 90 Prozent des Dioxins aus dem Körper des Patienten entfernt worden.
Juschtschenko hielt laut eigenen Aussagen die Operationen geheim, um dem Volk nicht den Eindruck zu vermitteln, dass er schwach sei.
Das Gift war nach Juschtschenkos eigenen Angaben im Reis verabreicht worden. Es gibt bis heute keine gesicherten Erkenntnisse darüber, wer Juschtschenko vergiftet hat. Nachdem die Wiener Ärzte im Dezember 2004 von einer Einnahme über den Mund sowie Fremdverschulden ausgingen, nahm die ukrainische Generalstaatsanwaltschaft Ermittlungen auf. Juschtschenko selbst hatte anfangs den Verdacht geäußert, er sei von den ukrainischen Behörden vergiftet worden, die beabsichtigt hätten, ihn politisch auszuschalten. Im Jahr 2008 beschuldigte Juschtschenko den ukrainischen Politiker und Energieminister Davyd Zhvania (1967–2022), der zugleich ein Pate eines seiner Kinder war, an seiner Dioxinvergiftung beteiligt gewesen zu sein.
In einem Interview mit dem Nachrichtenmagazin Der Spiegel im September 2009 beschuldigte Juschtschenko Moskau, den Verdächtigen – Sazjuk, jemandem von der Bedienung und einem Koch – in Russland Aufenthalt zu gewähren, sie damit zu schützen und somit in das Verbrechen verwickelt zu sein. Im März 2018 antwortete Juschtschenko auf die Frage der BBC, ob der russische Präsident Putin involviert gewesen sei, er habe dazu eine Antwort, aber er werde sie nicht aussprechen. Europa sollte erkennen, dass die größte Bedrohung für seine Bürger ein Russland sei, das im 21. Jahrhundert mittelalterliche Methoden anwende.

### Politik als Präsident ab 2005

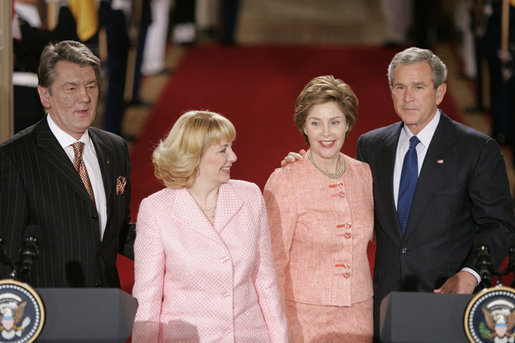
Juschtschenko und seine Frau Kateryna mit George W. Bush und dessen Frau Laura im April 2005 in Washington D.C.

Nach seiner Wahl zum Staatspräsidenten Anfang 2005 wurde Juschtschenko Präsident eines politisch gespaltenen Landes. Der Süden und der Osten der Ukraine hatten mehrheitlich für seinen unterlegenen, vom angrenzenden Russland stark unterstützten Gegenkandidaten Wiktor Janukowytsch gestimmt.
Juschtschenko schaffte es nicht, das während der „Orangen Revolution“ erworbene Vertrauen in politische Erfolge umzuwandeln. Weniger als ein Jahr nach seinem Amtsantritt zerstritten sich Juschtschenko und seine engste politische Weggefährtin Julija Tymoschenko. Er entließ sie als Ministerpräsidentin nach sieben Monaten im Amt im September 2005. Es gab keine Aussöhnung zwischen der Opposition um Janukowytsch und der Regierung. So kam es mehrfach über Wochen und Monate zu einer weitgehenden Blockade des politischen Lebens. Zudem blieb Juschtschenkos Kampf gegen die Korruption im Lande erfolglos.
Der politischen Stagnation zuträglich war dabei, dass die Kompetenzen von Präsident, Ministerpräsident und Parlament in der ukrainischen Verfassung nicht klar abgegrenzt sind. Zudem musste Juschtschenko bereits nach der Parlamentswahl 2006 mit Janukowytsch ein Regierungsbündnis eingehen. Dieses hielt nicht lange: Am 2. April 2007 löste Juschtschenko das Parlament auf und kündigte vorgezogene Neuwahlen an, da die Mehrheit des Parlaments um Regierungschef Janukowytsch „die Macht an sich reißen und ihre Herrschaft auf ewig einrichten“ wolle. Nach den Neuwahlen zum Parlament kam es ab Dezember 2007 zu einer Neuauflage der „orangen Koalition“ mit Julija Tymoschenko als Ministerpräsidentin. Das Duo Juschtschenko/Tymoschenko verlor sich aber schnell wieder in einem lähmenden Kräftemessen.
Innenpolitisch positionierte er sich als scharfer Gegner der russischen Sprache in der Ukraine und unterstützte eine umfassende Ukrainisierung des Bildungswesens, was in den russischsprachigen Regionen des Landes auf Widerstand stieß. Auf internationaler Ebene wollte er die Ukraine an die Europäische Union annähern; so ließ er die Visumspflicht für Staatsbürger aus der EU und der Schweiz aufheben. Doch eine Perspektive für eine Mitgliedschaft in der EU bekam die Ukraine nicht.
Im Konflikt zwischen Russland und Georgien, der schließlich in den Kaukasuskrieg 2008 mündete, unterstützte Juschtschenko die georgische Regierung von Micheil Saakaschwili. Im Juli 2008 begannen Truppen der Ukraine gemeinsam mit US-Militärs, Truppen aus Georgien, Armenien und Aserbaidschan mit Militärmanövern bei Wasiani. Nachdem Juschtschenko bereits 2007 den georgischen Präsidenten Micheil Saakaschwili, der ebenfalls in den USA studiert hatte, in dessen Wahlkampf unterstützt hatte, reiste er nach Beginn der Feindseligkeiten zu einem Solidaritätsbesuch nach Tiflis.
Juschtschenko verfolgte mit Nachdruck einen Beitritt der Ukraine zur NATO. Das Bündnis erklärte zwar mehrfach seine grundsätzliche Bereitschaft zu einer Aufnahme des Landes. Eine konkrete Beitrittsperspektive wurde der Ukraine allerdings nicht gegeben.

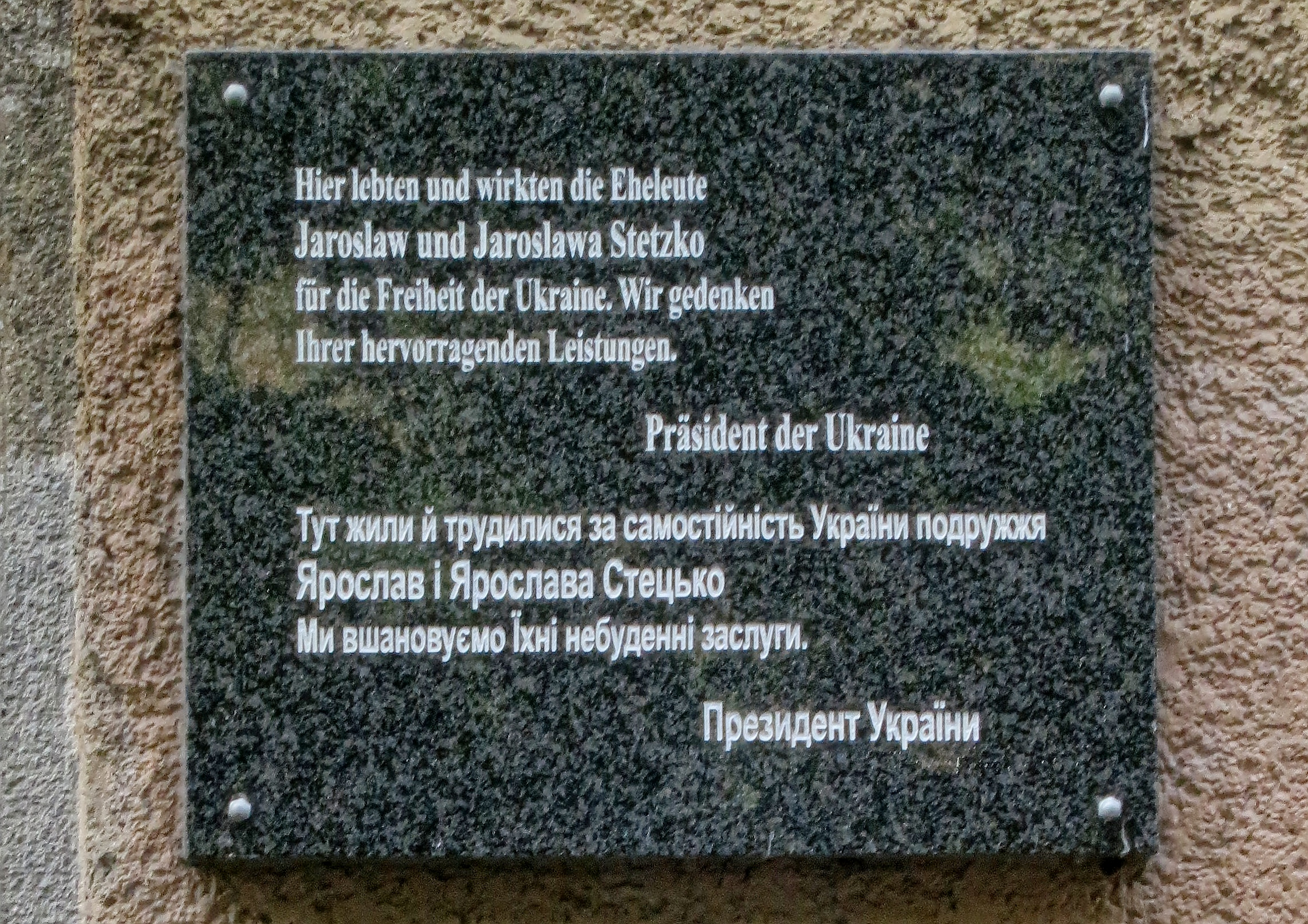
Umstrittene Gedenktafel für Jaroslaw Stezko in München, die von Wiktor Juschtschenko veranlasst wurde

Juschtschenko setzte sich in seiner Amtszeit für die Ehrung von Mitgliedern und Aktivisten der Organisation Ukrainischer Nationalisten (OUN) sowie der Ukrainischen Aufständischen Armee (UPA) ein, was international auf Kritik stieß. Im Oktober 2007 verlieh Juschtschenko dem umstrittenen UPA-Offizier Roman Schuchewytsch zu dessen 100. Geburtstag den Titel Held der Ukraine.
Auch Stepan Bandera wurde von ihm am 22. Januar 2010 mit dem Ehrentitel ausgezeichnet.

### Scheitern bei der Präsidentschaftswahl 2010
Bei der Präsidentschaftswahl 2010 erreichte Juschtschenko im ersten Wahlgang vom 17. Januar mit 5,45 % der Stimmen den 5. Platz – das schlechteste Wahlergebnis für einen amtierenden Präsidenten in der Geschichte der Ukraine. Oppositionsführer Janukowytsch wurde am 25. Februar 2010 sein Nachfolger als Präsident der Ukraine.
Als Juschtschenkos Partei Unsere Ukraine (Nascha Ukrajina) am 28. Oktober bei der Parlamentswahl 2012 nur 1,11 % der Stimmen erhielt und somit den Einzug in das Parlament deutlich verfehlte, vermuteten Beobachter das Ende seiner politischen Karriere. Viele neutrale Betrachter bezeichneten die Orange Revolution bereits vor seiner Abwahl als gescheitert. Auch ehemalige politische Weggefährten, wie Jurij Luzenko, zeigten sich von Juschtschenkos Amtszeit enttäuscht.

### Familie
Wiktor Juschtschenko war in erster Ehe mit Switlana Kolesnyk (ukrainisch Світлана Колесник) verheiratet. Während eines Studiums in den USA lernte er 1993 die ukrainischstämmige US-Amerikanerin Kateryna Tschumatschenko (ukrainisch Катерина Чумаченко) kennen, die in der Reagan- und der George H. W. Bush-Administration im State Department und im Finanzministerium gearbeitet hatte und damals eine Vertretung der Barents Group of KPMG Consulting LLC in der Ukraine leitete. Sie war als Vertreterin der U.S.-Ukraine Foundation in die Ukraine gekommen. Mit ihr ist er in zweiter Ehe verheiratet. Aus den beiden Ehen hat Juschtschenko drei Töchter und zwei Söhne. Der jüngste Sohn wurde am 25. März 2004 geboren.

## Ehrungen
Juschtschenko erhielt mehrere Ehrungen, zum Beispiel die Medaille der Stadt Athen, die Ehrenbürgerschaften von Ternopil und Lwiw sowie zwei Ehrendoktorwürden. Im Januar 2005 wurde er von der US-Senatorin Hillary Clinton für den Friedensnobelpreis vorgeschlagen.

## Schriften
- Віктор А. Ющенко, Віктор Лисицький: Гроші: Розвиток попиту та пропозиції в Україні. Скарби, Kiew 1998, ISBN 966-95038-1-7 (Arbeit zur Geldpolitik der Ukraine, ukrainisch)
- Віктор А. Ющенко: Історія української гривні. Бібліотека Українца, Kiew 1999, ISBN 966-7419-16-9 (Geschichte der ukrainischen Währung, ukrainisch)
- Victor Yushchenko, Victor Lysyts’kyi: Money: demand and supply development in Ukraine. Skarby, Kiew 2000, ISBN 966-95789-2-2 (englisch)
- Віктор А. Ющенко: Вірю в Україну. Коло, Drogobitsch 2004, ISBN 966-7996-58-1 (ukrainisch)
- Віктор А. Ющенко: 100 днів президентства: пряма мова. Charkiw: Фоліо, Charkiw 2005, ISBN 966-03-3113-4 (ukrainisch)